# Frans Burman (Theologe, 1628)

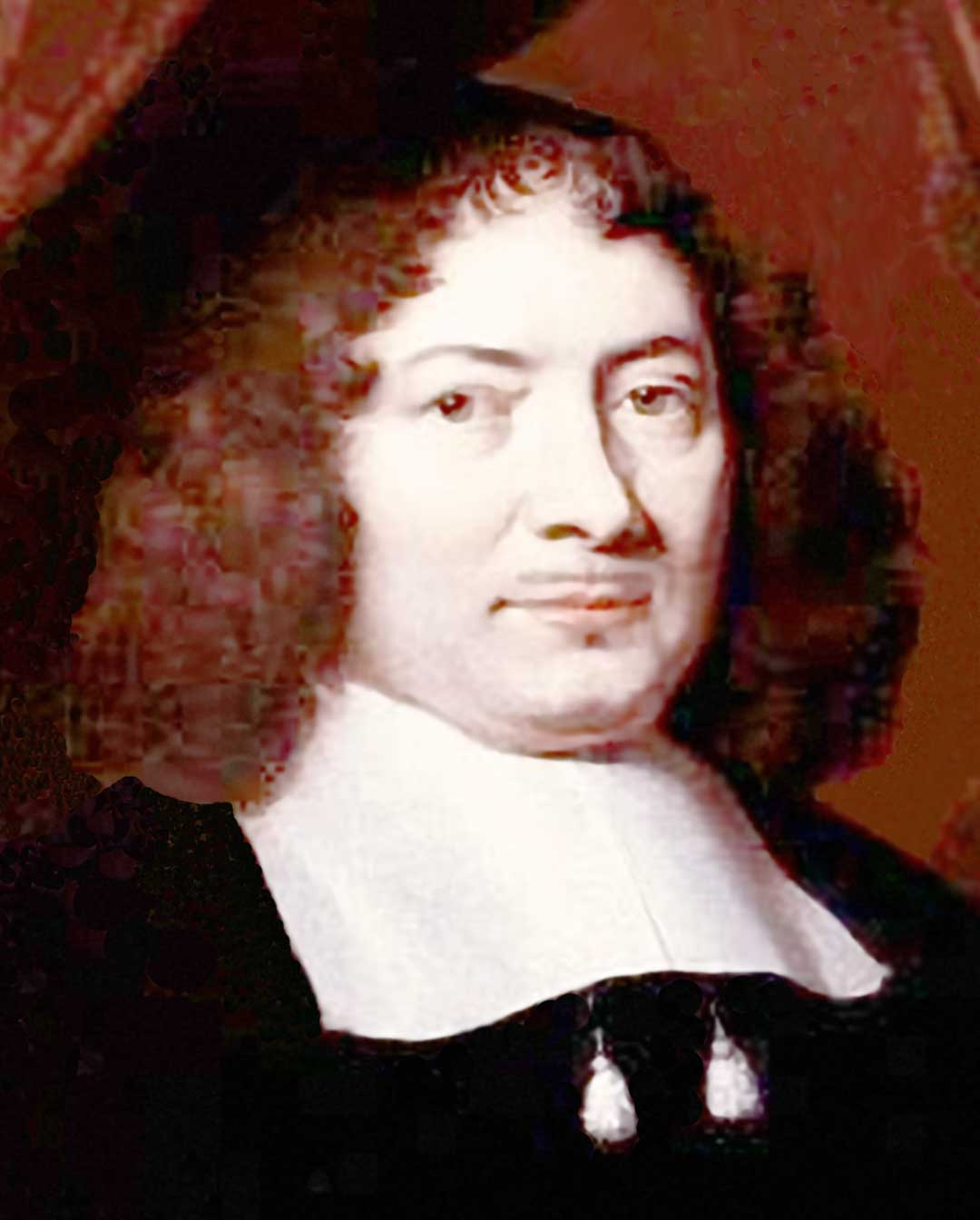
Frans Burman

Frans Burman (auch: Franciscus Burmann, Burmannus; * 13. Januar 1628 in Leiden; † 12. November 1679 in Utrecht) war ein niederländischer reformierter Theologe.

## Leben
Burman war der Sohn des Pfarrers Peter Burman (17. Juli 1577–26. Juni 1630) und dessen zweiter Frau Josina Balde (* 14. Juni 1601; † 23. Mai 1667). Er hatte seine erste Bildung in Emmerich am Rhein erfahren. Nach dem Tod des Vaters zog er mit seiner Mutter nach Leiden, wo Frans am 24. Januar 1643 seine akademische Ausbildung an der Schule des Staten-Collegiums unter Festus Hommius begann. Seine theologischen Studien absolvierte er bei Christian Wittich (1625–1687) und er lernte als 20-Jähriger René Descartes kennen, mit dem er ein tiefsinniges Gespräch führte. Mit 22 Jahren übernahm er 1650 ein Predigeramt in der reformierten Gemeinde in Hanau und kehrte 1651 nach Leiden als Subrektor des Staten-Collegiums zurück, welches Amt er am 17. September mit der Rede de Collegiis theologicis et philosophicis (Leiden 1673) antrat.
Von der Universität Leiden wurde ihm am 23. Oktober 1661 der akademische Grad eines Doktors der Theologie ehrenhalber verliehen. Am 26. Juli 1662 wurde er als Professor der theologischen Dogmatik an die Universität Utrecht berufen, welches Amt er am 12. November 1662 mit der Rede Oratio de doctrina Cristiana antrat. Zudem wurde er 1664 Prediger in Utrecht und 1671 übernahm er die Professur für Kirchengeschichte. Als akademischer Lehrer beteiligte er sich auch an den organisatorischen Aufgaben der Utrechter Hochschule und war in den Jahren 1664/65 sowie 1670/71 Rektor der Alma Mater.
Als Theologe versuchte er die im niederländischen Protestantismus einflussreiche, auf dem Gedanken des dreifachen Gottesbundes (Adam, Moses, Christus) beruhende föderaltheologische und heilsgeschichtliche Interpretation der biblischen Schriften, die durch Johannes Coccejus (1603–1669) begründet worden war, mit den Grundlagen der kartesischen Philosophie des Descartes zu verbinden. Sein Hauptwerk Synopsis theologiae gehörte zu den wichtigeren Leistungen der föderalistischen und zugleich cartesianischen Schule. Dabei hatte er sich in der theologischen Kontroverse manchen Anfeindungen seiner Kollegen entgegenzustellen gehabt. Johann Georg Graevius hielt ihm die Leichenrede und sammelte seine akademischen Reden (Utrecht 1700).
Aus seiner am 17. März 1665 mit Maria, Tochter des Abraham Heidanus (1597–1678), geschlossenen Ehe stammen vier Kinder. Eine Tochter und drei Söhne. Von diesen erlangten Frans Burman (1671–1719) und Pieter Burman der Ältere als Professoren Bedeutung.

## Schriften
- Verklaring over de vijf boeken Mozes. 1660; Utrecht 1668. Deutsch: Frankfurt 1693, Kassel 1705.
- Verklaring over de Boeken Jozua, Ruth en de Rigteren. Utrecht 1675. Deutsch: Frankfurt 1695, Kassel 1705.
- Verklaring over de Boeken van Samuel. Utrecht 1678.
- Verklaring over de Boeken der Koningen, Kronijken, Ezra, Nehemia, Esther. Amsterdam 1683. Deutsch: Frankfurt 1695, Kassel 1705. Auch unter dem Titel Verklaring over de H. Schrift van Genesis tot Esther. Amsterdam 1740.
- De moralitate Sabbati hebdomadalis. 1665.
- Synopsis Theologiae et speciatim foederum Dei ab initiis seculorum usque ad consummationem eorum. Utrecht 1671. 2  Bände: 1681, 1687. Genf 1691, Bern, Amsterdam, Frankfurt 1699, Amsterdam 1701. Auch unter dem Titel Synopsis of kortbegrip van de H. Godgeleerdheid. 2 Bände. Utrecht 1683, 1688
- Narratio de controversiis nuperius in Academia Ultrajectina motis, et depulsio eorum, quae contra objecta fuerunt, in quibus praecipue de natura mentis humanae et congenitae vitiositatis in infantibus agitur. Utrecht 1677.
- Exercitationes Academicae. 2 Teile. Hrsg. Abraham van Halen. Rotterdam 1683.
- Tractatus de passione Christi, cui accedit sermo inauguralis de doctrina Christianae Ecclesiae Novi Instrumenti per omnia saecula. Herborn 1695.
- Orationes Academicae cum Oratione funebri Graevii. Utrecht 1700.